# The Witches of Eastwick (boek)
The Witches of Eastwick is een roman uit 1984 van auteur John Updike.

## Verhaal
Het verhaal speelt zich eind jaren 1960 af in het fictieve stadje Eastwick op Rhode Island. Daar wonen de heksen Alexandra Spofford, Jane Smart en Sukie Rougemont die hun krachten hebben verkregen nadat ze ofwel hun man hadden verlaten ofwel zelf door hun man werden achtergelaten. Hun coven wordt opgericht nadat de mysterieuze, duivelachtige Darryl Van Horne zijn intrek neemt in Eastwick. Hij verleidt de drie vrouwen en spoort hen aan om hun krachten volop te gebruiken en schandalen in het dorp te verwekken. De drie vrouwen delen Darryl als minnaar. De vrede verdwijnt als Darryl onverwachts trouwt met Jenny. Zij is een onschuldige vriendin van Alexandra, Jane en Sukie en geen heks. Uit wraak zorgen de drie heksen ervoor dat Jenny kanker krijgt en niet veel later sterft. De heksen twijfelen of hun daad wel gerechtvaardigd is. Ze zijn geschokt als blijkt dat Darryl nu iets heeft met Chris, de jongere broer van Jenny. Daarop besluiten de vrouwen om Darryl een koekje van eigen deeg te geven. Uiteindelijk vindt elke heks haar ideale partner en verlaten ze het dorp.

## Bewerkingen
- In 1987 werd het boek verfilmd onder de titel The Witches of Eastwick met in de hoofdrollen Jack Nicholson als Darryl, Cher als Alexandra, Susan Sarandon als Jane en Michelle Pfeiffer als Sukie.
- In 1992 werd een proeffilm gemaakt met in de hoofdrollen Michael Siberry als Darryl, Ally Walker als Alexandra, Julia Campbell als Jane en Catherine Mary Stewart als Sukie. Dit leidde niet tot het verwachte succes waardoor er geen televisiereeks van werd gemaakt.
- In 2000 werd het boek bewerkt tot een musical door John Dempsey en Dana P. Rowe.
- In 2002 werd er opnieuw een proefaflevering gemaakt onder de titel Eastwick. Hoofdrollen waren voor Jason O'Mara als Daryl, Marcia Cross als Jane, Kelly Rutherford als Alexandra en Lori Loughlin als Sukie. Ook dit leidde niet tot een langdurige serie.
- In 2002 werd opnieuw een musical gemaakt in Australië met Paul McDermott als Daryl van Horne, Marina Prior als Jane Smart, Pippa Grandison als Sukie Rougemont en Angela Toohey als Alexandra Spofford.
- In 2007 ging de Australische musical in première in het Signature Theatre in Arlington, Virginia.[1]
- In 2009 werd er door ABC nogmaals een proefaflevering gemaakt met Lindsay Price, Jaime Ray Newman en Rebecca Romijn als de drie heksen en Paul Gross als Darryl. Dit leidde wel tot de televisiereeks Eastwick. Echter werd er slechts een seizoen gemaakt met dertien afleveringen en zond ABC daarvan maar 11 afleveringen uit wegens tegenvallende kijkcijfers.[2]